# Distretto di contea di Bridgend
Il distretto di contea di Bridgend (in inglese Bridgend County Borough, in gallese Bwrdeisdref Sirol Pen-y-bont ar Ogwr) è un distretto di contea del Galles meridionale, nella contea storica di Glamorgan.

## Geografia fisica
Il distretto confina a nord ed a ovest con il distretto di Neath Port Talbot, a nord-est ed a est con il distretto di Rhondda Cynon Taff, a sud-est con Vale of Glamorgan ed a sud-ovest si affaccia sul canale di Bristol.
Il territorio è prevalentemente collinare a nord. Tra le colline si stendono le ampie valli del fiume Ogmore e dei suoi affluenti Llynfi e Garw. In prossimità della costa il territorio è pianeggiante e qui l'Ogmore riceve da sinistra il fiume Ewenny.
La città principale è Bridgend, che dà il nome al distretto e di cui è il capoluogo amministrativo. Bridgend è posta sul fiume Ogmore, poco prima del suo estuario sul canale di Bristol. Sulla costa è posta la città di Porthcawl e poco a nord di questa è situata Pyle. Nelle valli interne sono situate le cittadine di Maesteg, Ogmore Vale e Pontycymer.

## Storia
Il distretto è nato il primo aprile del 1996 in attuazione del Local Government (Wales) Act del 1994. Esso include quasi interamente l'ex distretto di Ogwr della contea di Mid Glamorgan.

## Lista delle comunità
Il distretto di contea di Bridgend è suddiviso nelle seguenti 20 comunità:
| N° | Nome della Comunità | Note                   |
| -- | ------------------- | ---------------------- |
| 01 | Brackla             |                        |
| 02 | Bridgend            | Consiglio di Villaggio |
| 03 | Cefn Cribwr         |                        |
| 04 | Coity Higher        |                        |
| 05 | Cornelly            |                        |
| 06 | Coychurch Higher    |                        |
| 07 | Coychurch Lower     |                        |
| 08 | Garw                |                        |
| 09 | Laleston            |                        |
| 10 | Llangynwyd Lower    |                        |
| 11 | Llangynwyd Middle   |                        |
| 12 | Maesteg             | Consiglio di Villaggio |
| 13 | Merthyr Mawr        |                        |
| 14 | Newcastle Higher    |                        |
| 15 | Ogmore              |                        |
| 16 | Pencoed             | Consiglio di Villaggio |
| 17 | Porthcawl           | Consiglio di Villaggio |
| 18 | Pyle                |                        |
| 19 | Saint Bride's Minor |                        |
| 20 | Ynysawdre           |                        |